# Karol Bernard Załuski
 Karol Bernard Załuski herbu Junosza (ur. 20 sierpnia 1834 w Kłajpedzie, zm. 8 kwietnia 1919 w  Iwoniczu) – hrabia, austriacki szambelan od 1859 i tajny radca od 1899, minister pełnomocny i poseł nadzwyczajny na dworze perskim, dyplomata, językoznawca, orientalista.

## Życiorys
Urodził się w rodzinie marszałka szlachty powiatu upickiego, jednego z przywódców powstania listopadowego na Litwie, założyciela uzdrowiska Iwonicz-Zdrój, Karola Załuskiego (1794–1845) i matki Amelii Załuskiej (1805–1858) z książąt Ogińskich. Miał czterech braci i cztery siostry, byli to: Michał Karol (1827–1893), Maria Eugenia Zofia Załuska (1829–1910), Emma Honorata Ida hr. Załuska (1831–1912), Ireneusz (1835–1868), Stanisław Maria Józef (1838–1904), Iwon Załuski (1840–1841), Ida Rozalia Aniela Załuska (1841–1916), Franciszka Joanna Amelia Załuska (1843–1924),
W Egipcie przebywał kilkakrotnie, np. w 1859 oraz od 1888 roku. Prowadził poparte obszerną wiedzą i erudycją badania lingwistyczne, interesując się językiem i literaturą koptyjską.
Zmarł 8 kwietnia 1919 w Iwoniczu. Został pochowany w grobowcu rodzinnym na starym cmentarzu w Iwoniczu.

## Ordery i odznaczenia
- Order Franciszka Józefa I, II i III klasy (1896 i 1877, Austria)[1][3][4]
- Order Piusa IX III klasy (Państwo Kościelne)[1][4]
- Order Świętych Maurycego i Łazarza III klasy (1871, Włochy)[1][4]
- Order Korony II klasy (1872, Włochy)[1][4]
- Order Wschodzącego Słońca I klasy (Japonia)[1][4]
- Order Podwójnego Smoka I klasy (Chiny)[1][4]
- Order Orła Czerwonego III klasy (1867, Prusy)[1][4]
- Order Leopolda III klasy (1876, Belgia)[1]
- Order Gwiazdy Polarnej III klasy (1875, Szwecja)[1]
- Order Lwa i Słońca I klasy (Persja)[1][4]
- Order Korony I klasy (Syjam)[1]
- Order Medżydów I klasy (1899, Imperium Osmańskie)[1][4]
- Order Medżydów II klasy (1874, Imperium Osmańskie)[5]
- Kawaler Honorowy Maltański[1]